# Liste der Nummer-eins-Hits in Australien (1942)
Dies ist eine Liste der Nummer-eins-Hits in Australien im Jahr 1942. In diesem Jahr gab es fünf Nummer-eins-Titel und insgesamt neun Nummer-eins-Singles.

| ← 1941 ← | Liste der Nummer-eins-Hits in Australien | Liste der Nummer-eins-Hits in Australien                                                                 | Liste der Nummer-eins-Hits in Australien                                                      | 1943 →                    |
| \| Zeitraum \| Wo. ges. \| Interpret \| Titel Autor(en) \| Zusätzliche Informationen \| \| (Zeitraum, Wochen auf Platz eins, Interpret, Titel, Autor[en], zusätzliche Informationen) \| \| \| \| \| \| ----------------------------------------------------------------------------------------- \| -------- \| -------------------------------------------------------------------------------------------------------- \| --------------------------------------------------------------------------------------------- \| ------------------------- \| \| 1. Januar 1942 – 31. Mai 1942 22 Wochen (insgesamt 22) \| 22 \| Joe Loss & Glenn Miller & His Orchestra \| In the Mood Wingy Manone, Andy Razaf, Joe Garland \| - \| \| 1. Juni 1942 – 30. Juni 1942 4 Wochen (insgesamt 4) \| 4 \| The Andrews Sisters with Vic Schoen & His Orchestra / Swing and Sway with Sammy Kaye with the Kaye Chior \| Daddy Robert W. Troup, Jr. \| - \| \| 1. Juli 1942 – 30. September 1942 13 Wochen (insgesamt 13) \| 13 \| Vera Lynn / Jean Cerchi \| (There’ll Be Bluebirds Over) The White Cliffs of Dover Walter Kent \| - \| \| 1. Oktober 1942 – 30. November 1942 9 Wochen (insgesamt 9) \| 9 \| Horace Heidt & His Musical Knights / Ink Spots \| I Don’t Want to Set the World on Fire Bennie Benjamin, Eddie Durham, Eddie Seiler, Sol Marcus \| - \| \| 1. Dezember 1942 – 31. Dezember 1942 4 Wochen (insgesamt 4) \| 4 \| Gene Autry / Horace Heidt & His Musical Knights \| Deep in the Heart of Texas June Hershey, Don Swander \| - \| |                                          | |                                                                                               |                           |
| ← 1941 |                                          | |                                                                                               | → 1943 →                  |
| Zeitraum | Wo. ges.                                 | Interpret                                                                                                | Titel Autor(en)                                                                               | Zusätzliche Informationen |
| (Zeitraum, Wochen auf Platz eins, Interpret, Titel, Autor[en], zusätzliche Informationen) |                                          | |                                                                                               |                           |
| 1. Januar 1942 – 31. Mai 1942 22 Wochen (insgesamt 22) | 22                                       | Joe Loss & Glenn Miller & His Orchestra                                                                  | In the Mood Wingy Manone, Andy Razaf, Joe Garland                                             | -                         |
| 1. Juni 1942 – 30. Juni 1942 4 Wochen (insgesamt 4) | 4                                        | The Andrews Sisters with Vic Schoen & His Orchestra / Swing and Sway with Sammy Kaye with the Kaye Chior | Daddy Robert W. Troup, Jr.                                                                    | -                         |
| 1. Juli 1942 – 30. September 1942 13 Wochen (insgesamt 13) | 13                                       | Vera Lynn / Jean Cerchi                                                                                  | (There’ll Be Bluebirds Over) The White Cliffs of Dover Walter Kent                            | -                         |
| 1. Oktober 1942 – 30. November 1942 9 Wochen (insgesamt 9) | 9                                        | Horace Heidt & His Musical Knights / Ink Spots                                                           | I Don’t Want to Set the World on Fire Bennie Benjamin, Eddie Durham, Eddie Seiler, Sol Marcus | -                         |
| 1. Dezember 1942 – 31. Dezember 1942 4 Wochen (insgesamt 4) | 4                                        | Gene Autry / Horace Heidt & His Musical Knights                                                          | Deep in the Heart of Texas June Hershey, Don Swander                                          | -                         |